# Glen Matlock
Glen Matlock (ur. 27 sierpnia 1956 w Paddington) – gitarzysta basowy zespołu Sex Pistols w latach 1975–1977 i znowu od 1996 (po reaktywacji). Po rozpadzie Sex Pistols współpracował m.in. z The Rich Kids, Sidem Viciousem, White Kids, Joan Jett. W 1990 opublikował wspomnienia I Was A Teenage Sex Pistol. Kompozytor większości utworów Sex Pistols. Wypowiedział się publicznie przeciwko Brexitowi.